# Crashing the Water Barrier
Pour plus de détails, voir Fiche technique et Distribution.
Crashing the Water Barrier est un court métrage documentaire américain réalisé par Konstantin Kalser et sorti en 1956.

## Synopsis
Le film relate la tentative de record de vitesse sur l'eau par Donald Campbell, sur le lac Mead.

## Fiche technique
- Réalisation et production : Konstantin Kalser
- Société de production : Warner Bros.
- Scénario : Reuven Frank
- Durée : 9 minutes
- Lieu de tournage : Lake Mead, Nevada
- Date de sortie : 15 avril 1956

## Distribution
- Knox Manning : narrateur
- Donald Campbell
- Sir Malcolm Campbell

## Distinctions
- Le film remporte l'Oscar du meilleur court métrage en prises de vues réelles en une bobineen 1957.